# غريت راينر
غريت راينر (بالألمانية: Grete Reiner) هي مترجمة وكاتِبة ألمانية، ولدت في 20 نوفمبر 1892، وتوفيت في 9 مارس 1944 في معسكر أوشفيتز بيركينو في بولندا.

## وصلات خارجية
- غريت راينر على موقع ميوزك برينز (الإنجليزية)